# 이순신종합운동장

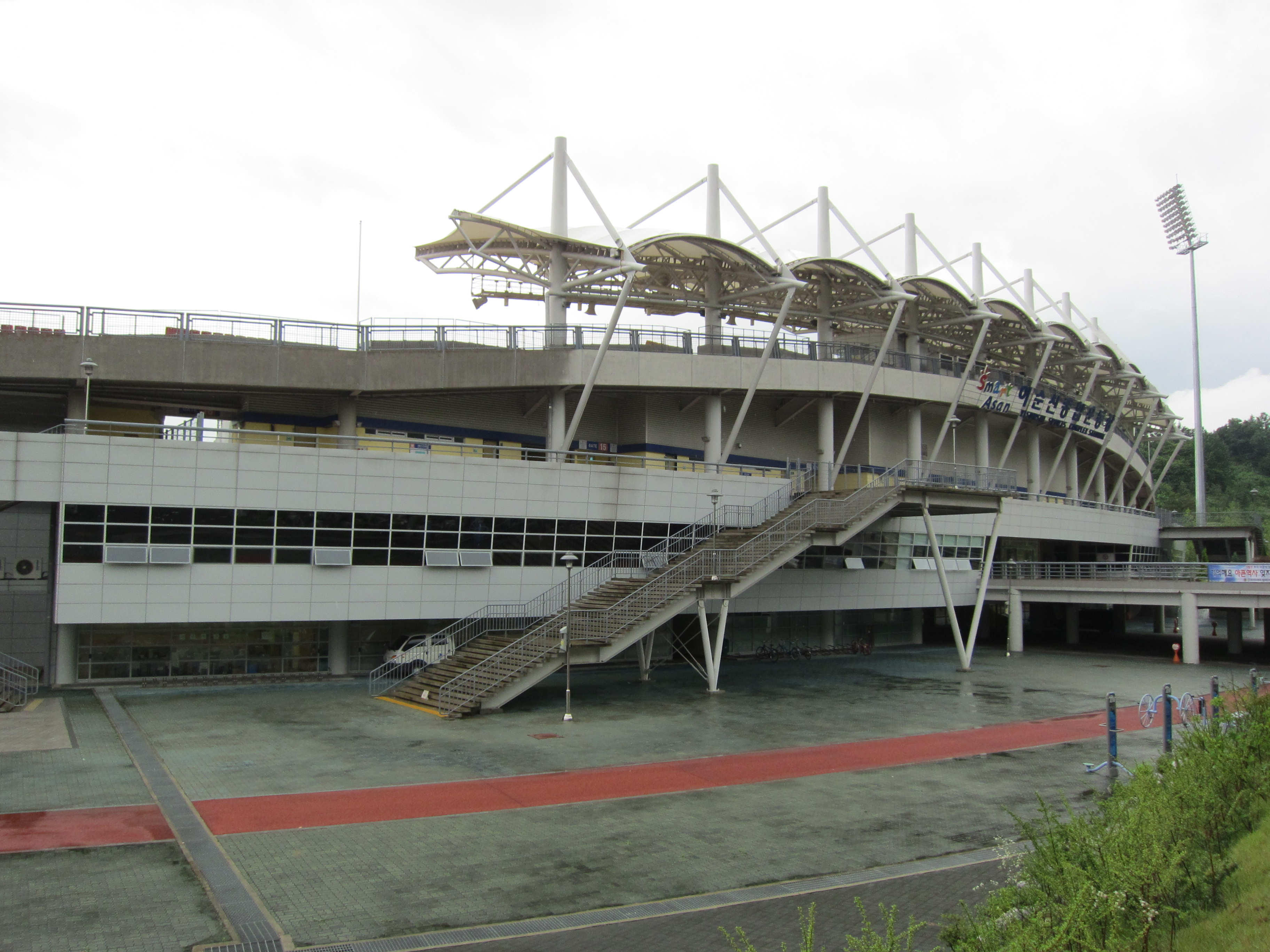

이순신종합운동장(李舜臣綜合運動場, Yi Sun-sin Stadium)은 대한민국 충청남도 아산시에 있는 스포츠 시설이다. 주경기장은 2008년 완공되었으며 수용 인원은 25,000명이다. 2008년 4월 10일에 '아산종합운동장'이라는 명칭으로 개장했고, 2008년 8월 25일에 '이순신종합운동장'으로 명칭이 변경되었다. 주경기장 인근에는 실내체육관과 빙상장이 한 곳에 있는 이순신빙상장실내체육관이 있다. 2008년부터 2011년까지 K3리그 소속의 아산 유나이티드 FC의 홈 경기장으로 사용되었고, 2013년에 다시 복귀하면서 잠깐 사용된적 있었다. 2016년에는 제97회 전국체육대회와 제36회 전국장애인체육대회를 주경기장으로 개최하였으며, 2017년부터 2019년까지 아산 무궁화 FC의 홈 경기장으로 사용되었고 2020년부터 충남 아산 FC의 홈 경기장으로 사용되고 있다.

## 참고 문헌
- 〈이순신종합운동장〉. 《한국향토문화전자대전》. 한국학중앙연구원. 2020년 11월 16일에 원본 문서에서 보존된 문서. 2020년 11월 10일에 확인함.
- 《전국 공공체육 시설 현황 (2017년말 기준)》. 대한민국 문화체육관광부. 2019.
- 《2019년 전국 공공체육시설 현황 (2018년말 기준)》. 대한민국 문화체육관광부. 2020.
- 《2023 전국 공공체육시설 현황 (2022년 12월말 기준)》. 대한민국 문화체육관광부. 2024.